# O Clube (1.ª temporada)
A primeira temporada de O Clube foi exibida na OPTO de 18 de dezembro de 2020 a 5 de fevereiro de 2021, tendo a narração de José Raposo.
Conta com José Raposo, Margarida Vila-Nova, Filipa Areosa, Ana Cristina de Oliveira, Luana Piovani, Vera Kolodzig, Sara Matos, Sharam Diniz, Carolina Torres e Vera Moura no elenco principal.

## Sinopse
O Clube é a melhor casa noturna da capital. A que tem as melhores mulheres... E o melhor bife do lombo. A casa em que todos querem entrar. Viana, o porteiro, é quem decide quem pode e não pode conhecer as delícias que o Clube tem para oferecer. É ele quem manda na porta, quem defende o Clube e quem dá a cara.
Nesta primeira temporada conhecemos também Vera – filha de Vasco Leão, o dono do Clube. Vera gere as operações da casa e tem a ideia de modernizar o Clube e trazê-los para uma nova era. Mas Vasco não está com muita vontade de fazer inovações e isso gera conflito entre ambos.
O Clube é conhecido pelas suas mulheres, bonitas, disponíveis, ardentes. Michele, brasileira, é uma das mais requisitadas pelos clientes. Maria, portuguesa, é a mais experiente e goza de um estatuto especial. Irina, russa, louca, rebelde e sempre a quebrar as regras é a que dá mais problemas. Estas são apenas três, das muitas mulheres bonitas que fazem do Clube a sua base. É um negócio onde todos ganham. Mas as coisas estão prestes a mudar...
A chegada de um grupo de amigas, mais novas e inexperientes, vai agitar as águas. E uma delas, Jéssica, não veio ter ao Clube por acaso. Ao mesmo tempo um jogador de futebol que é também um cliente de sempre, vai ver-se envolvido num caso de polícia que vai deixar marcas no Clube e nas pessoas que lá trabalham. E esta é também a noite em que chega Martina, russa, empresária, implacável.
A noite é cheia de surpresas e o perigo vem de onde menos se espera. Num momento, as coisas mudam. Para sempre.

## Elenco

### Elenco principal
| Ator/Atriz               | Personagem       |
| ------------------------ | ---------------- |
| José Raposo              | Alberto Viana    |
| Margarida Vila-Nova      | Vera Leão        |
| Filipa Areosa            | Jéssica Amado    |
| Ana Cristina de Oliveira | Martina Chernoff |
| Luana Piovanni           | Michele Faria    |
| Vera Kolodzig            | Maria Santos     |
| Sara Matos               | Andreia Amado    |
| Sharam Diniz             | Samara Elias     |
| Carolina Torres          | Irina Balanchuk  |
| Vera Moura               | Rute Soares      |

### Elenco recorrente
| Ator/Atriz         | Personagem       |
| ------------------ | ---------------- |
| Fernando Rodrigues | Vasco Leão       |
| Vítor Norte        | Rogério Feio     |
| Gonçalo Diniz      | Rúben Bastos     |
| Tiago Felizardo    | Bernardo Paixão  |
| Gonçalo Botelho    | Carlos Graça     |
| Vasco Lello        | Sérgio Gonçalves |

### Participação especial
| Ator/Atriz        | Personagem         |
| ----------------- | ------------------ |
| Fábia Rebordão    | Joana Pereira      |
| Ljubomir Stanisic | Oleksandr Chernoff |

### Elenco adicional
| Ator/Atriz         | Personagem            |
| ------------------ | --------------------- |
| João Baptista      | Marco                 |
| Carlos Oliveira    | Salvador              |
| Crista Alfaiate    | Marta                 |
| Mikaela Lupu       | Russa                 |
| Duarte Grilo       | Inspetor Afonso Silva |
| Alfredo Brito      | Humberto              |
| Pedro Saavedra     | Gabriel               |
| Silvío Nascimento  | Fernando Pedrosa      |
| Cleia Almeida      | Ester                 |
| Fábio Taborda      | Jaime                 |
| Diogo Mesquita     | Cláudio               |
| Lourenço Henriques | Pai de Rute           |
| Lígia Roque        | Diretora do Colégio   |
| Afonso Vilela      | Paulo                 |
| Sandra B.          | Adelaide Leão         |

## Episódios
| # | ## | Título                   | Dirigido por                      | Escrito por | Exibição original      | Exibição na SIC        |
| --- | -- | ------------------------ | --------------------------------- | ----------- | ---------------------- | ---------------------- |
| 1 | 1  | "Viana - O Clube"        | Patrícia Sequeira                 | João Matos  | 18 de dezembro de 2020 | 25 de setembro de 2021 |
| O Clube é a melhor casa noturna da capital. A que tem as melhores mulheres... E o melhor bife do lombo. A casa em que todos querem entrar. Viana, o porteiro, é quem decide quem pode e não pode conhecer as delícias que o Clube tem para oferecer. É ele quem manda na porta, quem defende o Clube e quem dá a cara. |    |                          |                                   |             |                        |                        |
| 2 | 2  | "Vera - Mudanças"        | Patrícia Sequeira                 | João Matos  | 25 de dezembro de 2020 | 26 de setembro de 2021 |
| Os acontecimentos com Viana levam a mudanças profundas no Clube. A Polícia Judiciária investiga o que se passou e põe em causa a privacidade dos clientes da casa. Vera contrata uma mulher para fazer a segurança à porta. |    |                          |                                   |             |                        |                        |
| 3 | 3  | "Andreia - Prisioneiras" | Patrícia Sequeira                 | João Matos  | 1 de janeiro de 2021   | 26 de setembro de 2021 |
| Andreia é irmã de Jéssica e veio para Lisboa. Jéssica anda à procura dela. O Clube foi um dos últimos locais onde foi vista. A Polícia Judiciária encerrou o caso. Viana sobreviveu aos acontecimentos da noite. Michele está a viver um pesadelo com um cliente que pode pôr em causa o seu lugar no Clube. |    |                          |                                   |             |                        |                        |
| 4 | 4  | "Martina - Negócios"     | Patrícia Sequeira                 | João Matos  | 8 de janeiro de 2021   | 2 de outubro de 2021   |
| Viana regressa ao Clube e tem de trabalhar com Joana. Decide que será ele a proteger a casa dos negócios de Martina. O Clube passa por um novo escândalo. Michele conhece um homem que a pode ajudar. Maria é contratada para acompanhar um empresário a um jantar. O que parecia ser uma noite de sonho, ameaça tornar-se num verdadeiro pesadelo. |    |                          |                                   |             |                        |                        |
| 5 | 5  | "Vasco - Consequências"  | João Carvalho e Patrícia Sequeira | João Matos  | 15 de janeiro de 2021  | 2 de outubro de 2021   |
| Está iminente um ataque que pode mudar o Clube para sempre. Maria vê-se obrigada a tomar uma decisão que envolve a filha e que pode ter consequências drásticas. Jéssica conta a Rute e Samara que quer encontrar a irmã. |    |                          |                                   |             |                        |                        |
| 6 | 6  | "Rute - Surpresas"       | João Carvalho e Patrícia Sequeira | João Matos  | 22 de janeiro de 2021  | 3 de outubro de 2021   |
| O Clube tem de lidar com as consequências de um novo ataque. Viana sente-se responsável e está desesperado. Jéssica pede ajuda a Rute para lidar com um cliente. Rute apanha uma enorme surpresa. Michele está prestes a ter a sua vingança. |    |                          |                                   |             |                        |                        |
| 7 | 7  | "Bernardo - Revelações"  | João Carvalho e Patrícia Sequeira | João Matos  | 29 de janeiro de 2021  | 9 de outubro de 2021   |
| Bernardo aumenta a pressão sobre o Clube e suspeita do papel de Rogério no recente ataque. A PJ ouve Bastos e começa a perceber as suas ligações ao que se passa no Clube. Rute tem de se afastar de Lisboa. Vera descobre um segredo do seu passado que a deixa muito perturbada. O futuro de Andreia parece cada vez mais negro. |    |                          |                                   |             |                        |                        |
| 8 | 8  | "Jéssica - Imprevistos"  | João Carvalho e Patrícia Sequeira | João Matos  | 5 de fevereiro de 2021 | 9 de outubro de 2021   |
| O testamento de Vasco surpreende todos e lança um novo jogo de forças no Clube. Viana e Vera voltam a estar em rota de colisão. Bernardo monta uma operação para acabar com o negócio de Martina, mas a russa está preparada para lidar com a polícia. Maria e Michele tomam a decisão firme de não voltarem a ser vítimas. Irina está no limite e pode vir a ser vítima das suas escolhas. Os destinos de Andreia e Jéssica cruzam-se de forma dramática. |    |                          |                                   |             |                        |                        |